# Paulinho (calciatore 1992)
Paulinho, pseudonimo di João Paulo Dias Fernandes (Barcelos, 9 novembre 1992), è un calciatore portoghese, attaccante del Toluca.

## Caratteristiche tecniche
È un centravanti, con un'ottima abilità di finalizzazione e un'importante forza fisica.

## Carriera

### Club
È cresciuto nelle giovanili del Santa Maria.
Ha debuttato nella prima divisione portoghese con il Gil Vicente il 18 agosto 2013, nel corso del match vinto 2-0 contro l'Académica.

### Nazionale
L'11 novembre 2020 esordisce in nazionale maggiore nell'amichevole vinta 7-0 contro Andorra in cui ha realizzato una doppietta.

## Statistiche

### Presenze e reti nei club
Statistiche aggiornate al 18 marzo 2025.
| Stagione           | Squadra            | Campionato         | Campionato | Campionato | Coppe nazionali | Coppe nazionali | Coppe nazionali | Coppe continentali | Coppe continentali | Coppe continentali | Altre coppe | Altre coppe | Altre coppe | Totale | Totale |
| Stagione           | Squadra            | Comp               | Pres       | Reti       | Comp            | Pres            | Reti            | Comp               | Pres               | Reti               | Comp        | Pres        | Reti        | Pres   | Reti   |
| ------------------ | ------------------ | ------------------ | ---------- | ---------- | --------------- | --------------- | --------------- | ------------------ | ------------------ | ------------------ | ----------- | ----------- | ----------- | ------ | ------ |
| 2010-2011          | Santa Maria        | 3D                 | 8          | 1          | TP+TL           | 2+0             | 0               | -                  | -                  | -                  | -           | -           | -           | 27     | 0      |
| 2011-2012          | Santa Maria        | 3D                 | 31         | 8          | TP+TL           | 4+0             | 2+0             | -                  | -                  | -                  | -           | -           | -           | 21     | 4      |
| Totale Santa Maria | Totale Santa Maria | Totale Santa Maria | 39         | 9          |                 | 6               | 2               |                    | -                  | -                  |             | -           | -           | 45     | 11     |
| 2012-2013          | Trofense           | SL                 | 35         | 11         | TP+TL           | 0+3             | 0               | -                  | -                  | -                  | -           | -           | -           | 38     | 11     |
| 2013-2014          | Gil Vicente        | PL                 | 20         | 1          | TP+TL           | 3+5             | 0+2             | -                  | -                  | -                  | -           | -           | -           | 28     | 3      |
| 2014-2015          | Gil Vicente        | PL                 | 14         | 1          | TP+TL           | 2+2             | 0               | -                  | -                  | -                  | -           | -           | -           | 18     | 1      |
| 2015-2016          | Gil Vicente        | SL                 | 42         | 7          | TP+TL           | 4+1             | 2+0             | -                  | -                  | -                  | -           | -           | -           | 47     | 9      |
| 2016-2017          | Gil Vicente        | SL                 | 36         | 19         | TP+TL           | 3+2             | 1+0             | -                  | -                  | -                  | -           | -           | -           | 41     | 20     |
| Totale Gil Vicente | Totale Gil Vicente | Totale Gil Vicente | 112        | 28         |                 | 22              | 5               |                    | -                  | -                  |             | -           | -           | 134    | 33     |
| 2017-2018          | Braga              | PL                 | 30         | 13         | TP+TL           | 2+2             | 0+1             | UEL                | 9                  | 3                  | -           | -           | -           | 43     | 17     |
| 2018-2019          | Braga              | PL                 | 29         | 5          | TP+TL           | 6+3             | 2+4             | -                  | -                  | -                  | -           | -           | -           | 38     | 11     |
| 2019-2020          | Braga              | PL                 | 29         | 17         | TP+TL           | 3+4             | 0+2             | UEL                | 12                 | 6                  | -           | -           | -           | 48     | 25     |
| 2020-feb. 2021     | Braga              | PL                 | 12         | 3          | TP+TL           | 3+3             | 1+3             | UEL                | 6                  | 3                  | -           | -           | -           | 24     | 10     |
| Totale Braga       | Totale Braga       | Totale Braga       | 100        | 38         |                 | 26              | 13              |                    | 27                 | 12                 |             | -           | -           | 153    | 63     |
| feb.-giu. 2021     | Sporting Lisbona   | PL                 | 14         | 3          | TP+TL           | 0+0             | 0+0             | -                  | -                  | -                  | -           | -           | -           | 14     | 3      |
| 2021-2022          | Sporting Lisbona   | PL                 | 29         | 11         | CP+CdL          | 5+3             | 0+0             | UCL                | 8                  | 3                  | SP          | 1           | 0           | 46     | 14     |
| 2022-2023          | Sporting Lisbona   | PL                 | 22         | 5          | CP+CdL          | 1+6             | 0+8             | UCL+UEL            | 5+4                | 1+1                | -           | -           | -           | 38     | 15     |
| 2023-2024          | Sporting Lisbona   | PL                 | 31         | 15         | CP+CdL          | 6+3             | 4+1             | UEL                | 7                  | 1                  | -           | -           | -           | 47     | 21     |
| Totale Sporting    | Totale Sporting    | Totale Sporting    | 96         | 34         |                 | 24              | 13              |                    | 24                 | 6                  |             | 1           | 0           | 145    | 53     |
| 2024-2025          | Toluca             | PD                 | 29         | 21         | -               | -               | -               | -                  | -                  | -                  | LC          | 3           | 1           | 32     | 22     |
| Totale carriera    | Totale carriera    | Totale carriera    | 411        | 141        |                 | 81              | 33              |                    | 51                 | 18                 |             | 4           | 1           | 547    | 193    |

### Cronologia presenza e reti in nazionale
| Cronologia completa delle presenze e delle reti in nazionale ― Portogallo | Cronologia completa delle presenze e delle reti in nazionale ― Portogallo | Cronologia completa delle presenze e delle reti in nazionale ― Portogallo | Cronologia completa delle presenze e delle reti in nazionale ― Portogallo | Cronologia completa delle presenze e delle reti in nazionale ― Portogallo | Cronologia completa delle presenze e delle reti in nazionale ― Portogallo | Cronologia completa delle presenze e delle reti in nazionale ― Portogallo | Cronologia completa delle presenze e delle reti in nazionale ― Portogallo |
| Data                                                                      | Città                                                                     | In casa                                                                   | Risultato                                                                 | Ospiti                                                                    | Competizione                                                              | Reti                                                                      | Note                                                                      |
| ------------------------------------------------------------------------- | ------------------------------------------------------------------------- | ------------------------------------------------------------------------- | ------------------------------------------------------------------------- | ------------------------------------------------------------------------- | ------------------------------------------------------------------------- | ------------------------------------------------------------------------- | ------------------------------------------------------------------------- |
| 11-11-2020                                                                | Lisbona                                                                   | Portogallo                                                                | 7 – 0                                                                     | Andorra                                                                   | Amichevole                                                                | 2                                                                         | 63’                                                                       |
| 14-11-2020                                                                | Lisbona                                                                   | Portogallo                                                                | 0 – 1                                                                     | Francia                                                                   | UEFA Nations League 2020-2021 - 1º turno                                  | -                                                                         | 84’                                                                       |
| 17-11-2020                                                                | Spalato                                                                   | Croazia                                                                   | 2 – 3                                                                     | Portogallo                                                                | UEFA Nations League 2020-2021 - 1º turno                                  | -                                                                         | 77’                                                                       |
| Totale                                                                    |                                                                           | Presenze                                                                  | 3                                                                         |                                                                           | Reti                                                                      | 2                                                                         |                                                                           |

## Palmarès

### Club
- Coppa di Lega portoghese: 2

Braga: 2019-2020
Sporting Lisbona: 2021-2022
- Campionato portoghese: 2

Sporting Lisbona: 2020-2021, 2023-2024
- Supercoppa di Portogallo: 1

Sporting Lisbona: 2021
- Campionato messicano: 1

Toluca: 2024-2025 (Clausura)

### Individuale
- Capocannoniere della Coppa di Lega portoghese: 2

2018-2019 (4 gol), 2022-2023 (8 gol)